# Dicranota mesasiatica
Dicranota (Rhaphidolabis) mesasiatica là một loài ruồi trong họ Pediciidae. Chúng phân bố ở vùng sinh thái Palearctic.